# Durania
Durania là một khu tự quản thuộc tỉnh Norte de Santander, Colombia. Thủ phủ của khu tự quản Durania đóng tại Durania Khu tự quản Durania có diện tích 170 ki lô mét vuông. Đến thời điểm ngày 28 tháng 5 năm 2005, khu tự quản Durania có dân số 5367 người.